# Задача Мінковського
Задача Мінковського:
| Чи існує замкнута опукла гіперповерхня {\displaystyle F}, у якої кривина Гауса {\displaystyle K(n)} є заданою функцією одиничного вектора зовнішньої нормалі {\displaystyle n}. |

Поставлена Мінковським, якому належить узагальнене розвязання цієї задачі, в тому сенсі, що воно не містить жодної інформації про характер регулярності {\displaystyle F}, навіть якщо {\displaystyle K(n)} — аналітична функція.
Мінковський довів, що якщо на одиничній гіперсфері {\displaystyle S} задана безперервна додатна функція {\displaystyle K(n)}, яка задовольняє умові: {\displaystyle \int \limits _{S}{\frac {n}{K(n)}}ds=0,}, то існує і єдина (з точністю до паралельного переносу) замкнена опукла поверхня {\displaystyle F}, для якої {\displaystyle K(n)} є кривиною Гауса в точці з зовнішньою нормаллю {\displaystyle n}.
Регулярне рішення задачі Мінковського в Евклідовому просторі дано Погорєловим О. В. у 1971 році. Зокрема, він довів, що якщо {\displaystyle K(n)} належить класу {\displaystyle C^{m}}, {\displaystyle m\geq 3}, то одержувана поверхня {\displaystyle F} належить класу гладкості {\displaystyle C^{m+1,\alpha }}, а в випадку аналітичності {\displaystyle K(n)}, поверхня {\displaystyle F} також буде аналітичною.
За рішення цієї проблеми Погорєлов О. В. був нагороджений Державною  премією УРСР в 1974 році.

## Варіації і узагальнення
- Існує узагальнення задачі Мінковського для Ріманова простору[1].